# Firefox Lite
Firefox Lite, раніше Firefox Rocket, був легким безкоштовним веббраузером із відкритим кодом, розробленим Mozilla для смартфонів і планшетів Android. Спочатку випущений лише в Індонезії, він був доступний на різних ринках, що розвиваються. З розміром APK 7 МБ він мав режим Turbo (увімкнено за замовчуванням), який блокував сторонній вміст вебсторінок, як-от рекламу та трекери, а також перемикач для вимкнення вебзображень, щоб пришвидшити завантаження сторінок і використовувати менше мобільних даних. Крім того, він мав режим приватного перегляду, вкладки, нічний режим і можливість зробити скриншот усієї сторінки. Він використовував вбудований Android WebView як двигун браузера. У зв'язку з випуском оновленого Firefox для Android і Firefox Focus, який містить можливості Firefox Lite і замінив його, підтримка Firefox Lite припинилася 30 червня 2021 року.